# Martinsmünster (Colmar)

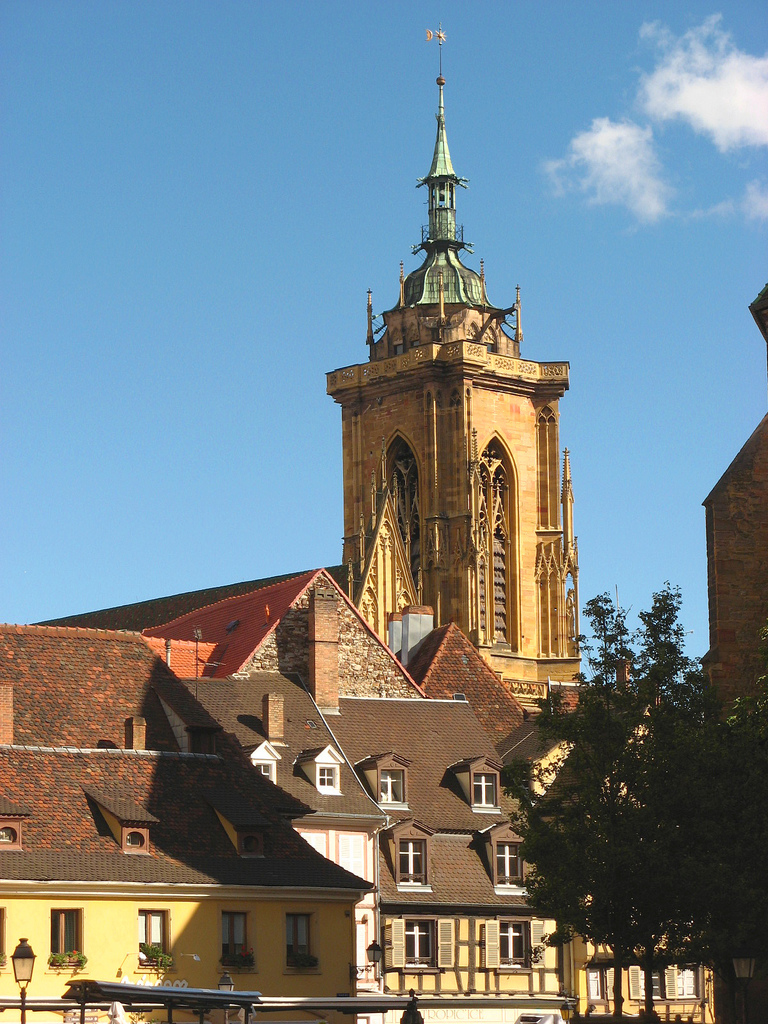
Der stadtbildprägende Turm

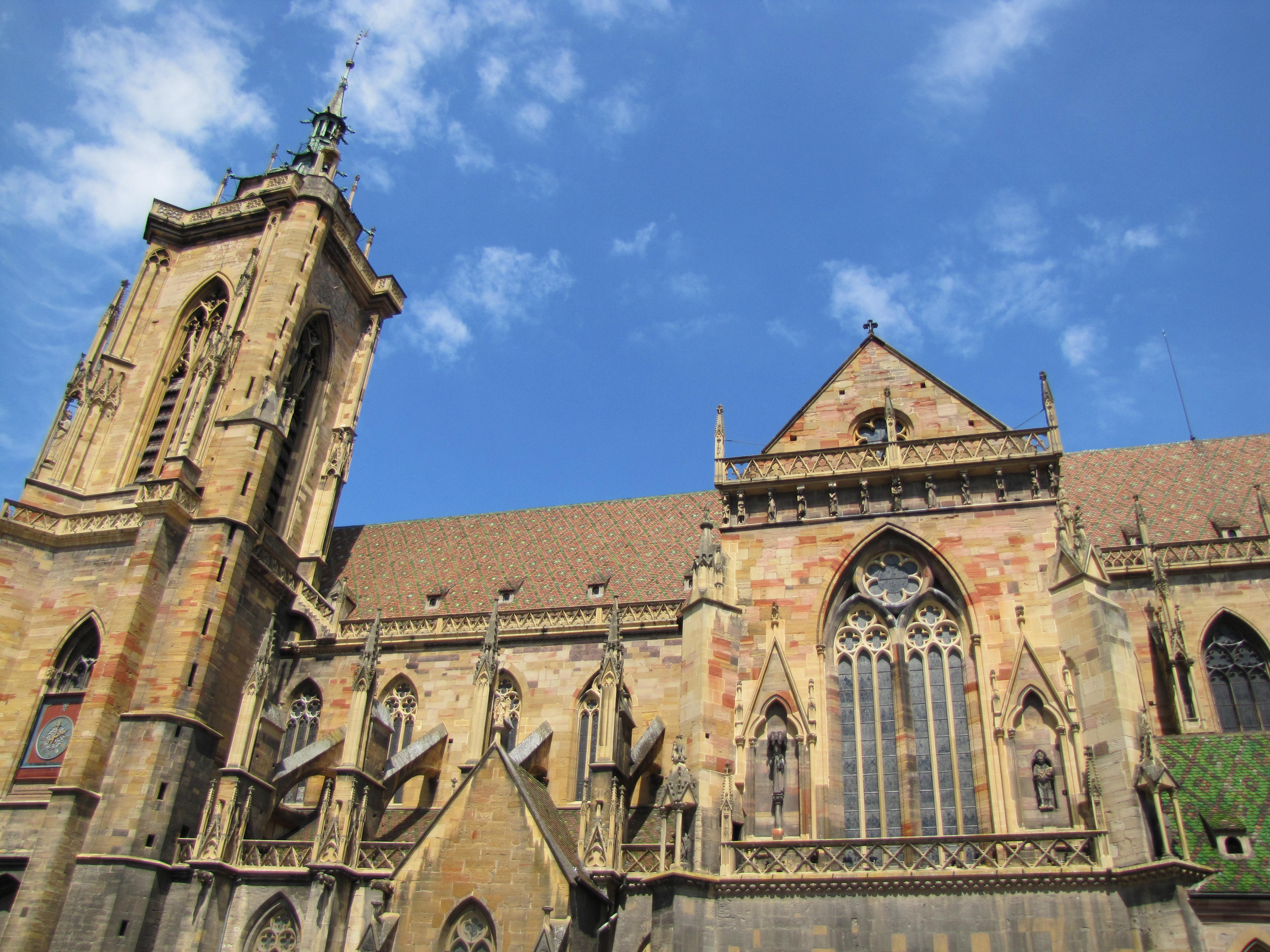
Südseite

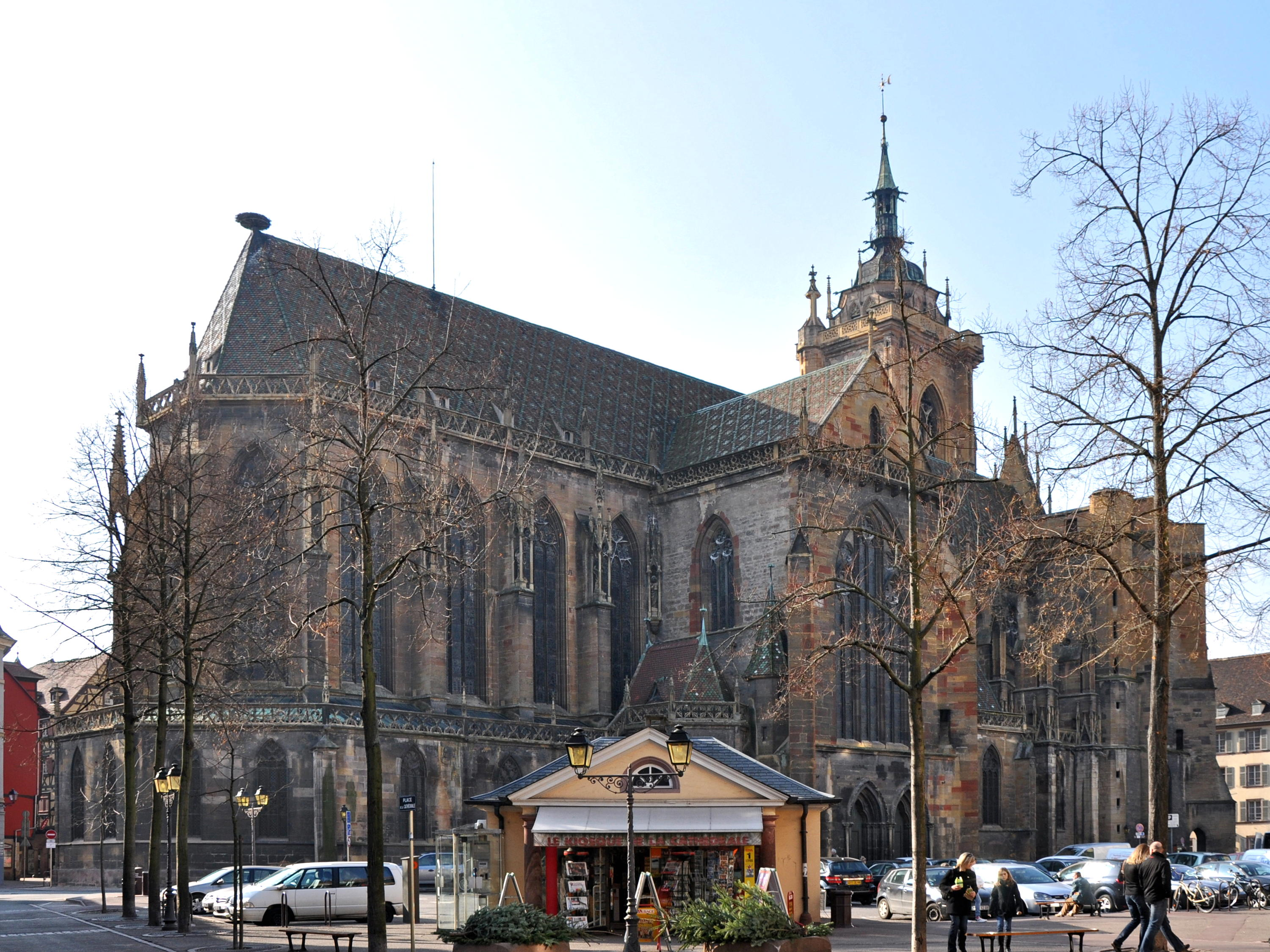
Nordostansicht

Die häufig Martinsmünster genannte, römisch-katholische (ehemalige) Stiftskirche Sankt-Martin (Collégiale Saint-Martin) ist der beherrschende Sakralbau der Stadt Colmar im Elsass und eines der bedeutenden gotischen Bauwerke im Département Haut-Rhin. Heute dient sie als Pfarrkirche (französisch église paroissiale). Nach der Französischen Revolution war sie kurzzeitig Kathedrale eines Bistums und wird manchmal noch als Cathédrale Saint-Martin bezeichnet. Der jetzige Bau wurde 1234 bis 1365 errichtet, die auffällige Bekrönung des Glockenturms wurde nach einem Dachstuhlbrand 1572 im Renaissancestil aufgesetzt.

## Geschichte

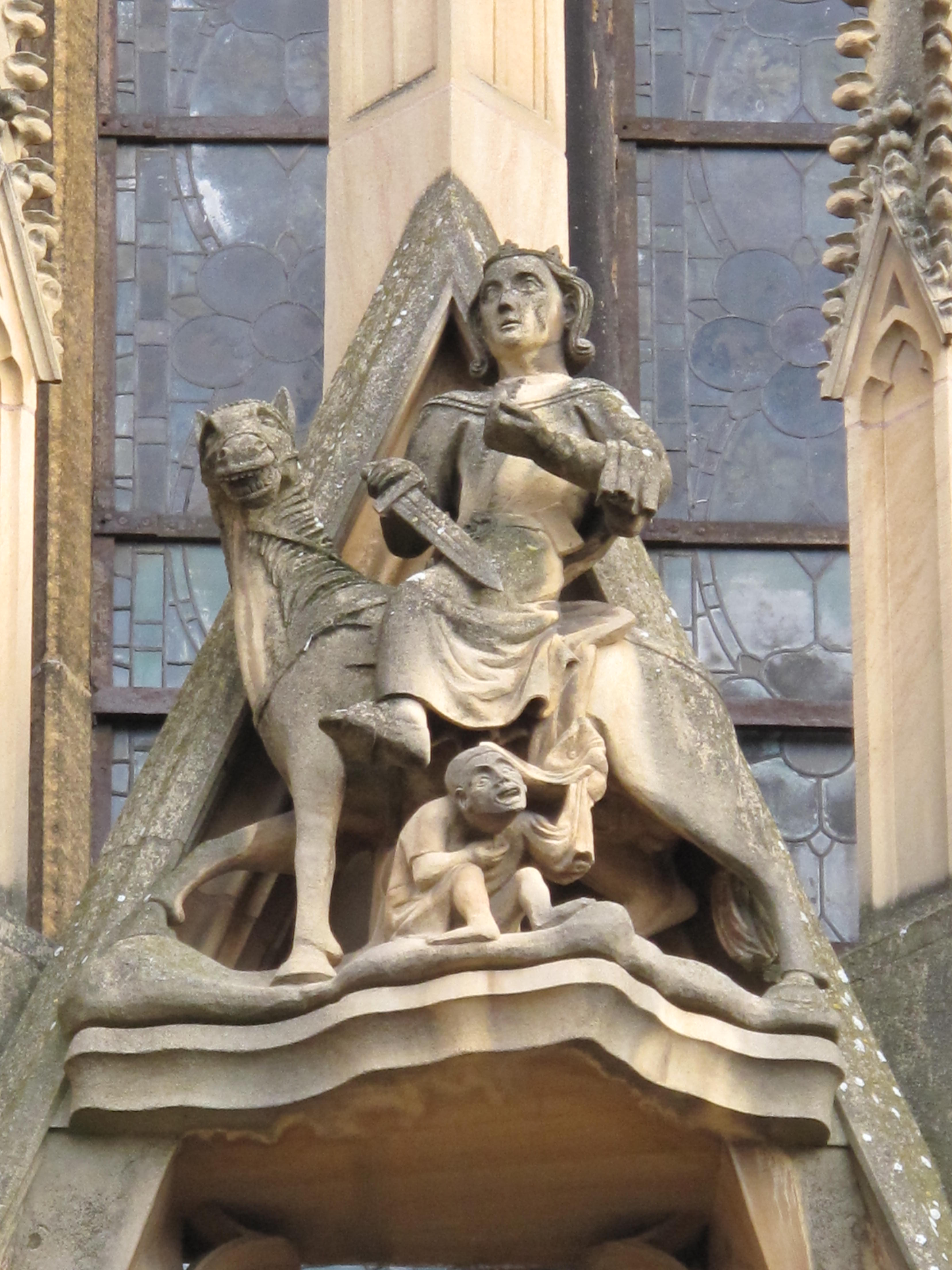
St. Martin

St.-Martins-Kirche im Jahr 1548 nach Sebastian Münsters Cosmographia (einzige Darstellung des Turms vor dem Brand 1572)

Von der um das Jahr 1000 errichteten ersten Vorgängerkirche wurden 1972 Überreste freigelegt. Es handelte sich um eine dreischiffige Kirche mit Querhaus und platt geschlossenem Chor. Ein später angebauter Westbau konnte bei den Grabungen nachgewiesen werden. Auch von der zweiten, romanischen Vorgängerkirche wurden Fundamente gefunden. Ihr apsidial geschlossener Chor hatte bereits die Breite des heutigen Binnenchors, die Nebenapsiden schlossen an ein Querhaus heutigen Ausmaßes an.
1234 erhob der Bischof von Basel die dem heiligen Martin geweihte Pfarrkirche zum Kollegiatstift mit 16 Kanonikern (1245). Dies war offenbar Anlass für den Neubau, der wohl ab 1234 mit dem nicht mehr vorhandenen Chor begann. Vermutet wird ein 5/8-Chor, wie er in der oberrheinischen Spätromanik üblich war. Die östlichen Vierungspfeiler zeigen noch Sockelformen der Spätromanik, so dass davon auszugehen ist, dass erst im Querhaus, dem ältesten erhaltenen Bauteil, der Übergang zur gotischen Bauweise erfolgte. Am südlichen Querhausportal, dem sogenannten Nikolausportal, befindet sich die inschriftlich bezeichnete Figur des „Meisters Humbert“ (Maistre Hunbret), der als Baumeister-Architekt dieses Bauteils angesehen wird. Das Langhaus mit seinen stämmigen kantonierten Pfeilern entstammt der zweiten Hälfte des 13. Jahrhunderts. Die Westfassade verrät den Einfluss des Westbaus des Basler Münsters. In die Mitte des 14. Jahrhunderts fiel die Errichtung des Chores, für den 1350 Grundstücke zugekauft wurden. 1491 entstand laut einer Inschrift das Vierungsgewölbe. Im Jahr 1572 brannte die Kirche ab.
Von mehreren verhältnismäßig kleinen Portalen der Kirche sind einige zugemauert. Die größten im Tympanon weisen einen reichen Figurenschmuck auf. Das Westportal zeigt die Anbetung der Heiligen Drei Könige und das Weltgericht, im Wimperg erscheint der Heilige Martin bei der Mantelspende. Das Süd-Querhausportal stellt die Legende des Heiligen Nikolaus dar, darüber ist eine weitere Weltgerichtsdarstellung zu sehen. In den Archivolten ist Meister Humbert mit einem Winkel wiedergegeben.
Auffallend ist das farbige Ziegeldach mit Bezügen sowohl zum Burgund als auch nach Franken, das an jenes des Münster zu Thann erinnert.
Die massiven Stützpfeiler der Fassade verleihen dem Gebäude vorne einen etwas schwerfälligen Aspekt, der mit dem luftigen Aussehen der hohen spätgotischen Chorfenster kontrastiert.
Zu den ungewöhnlichen äußerlichen Details des Gebäudes zählen zwei „Judensäue“, die eine als Wasserspeier und die andere als Portalwinkelfigur.

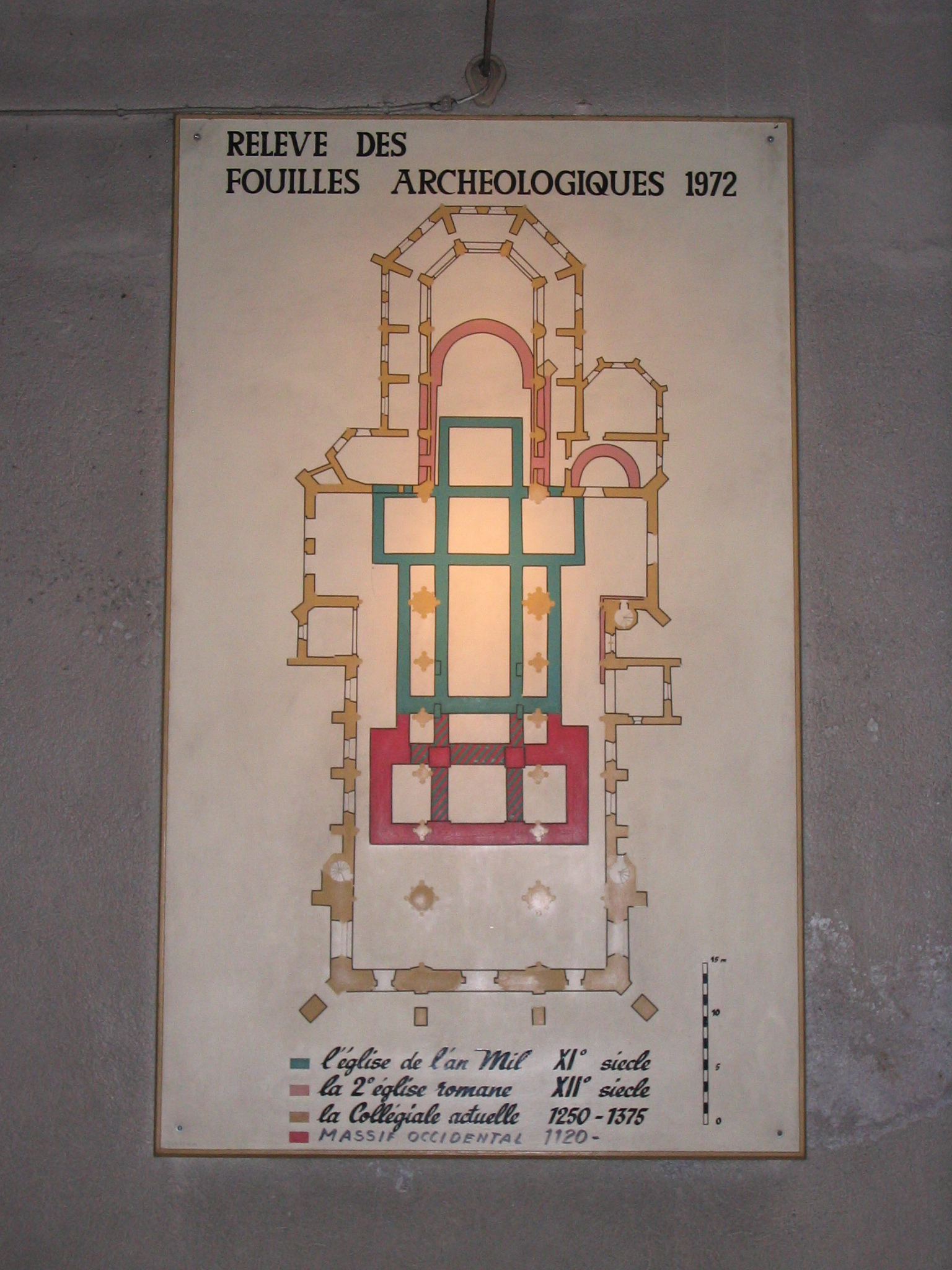
Grabungsfunde der Vorgängerbauten
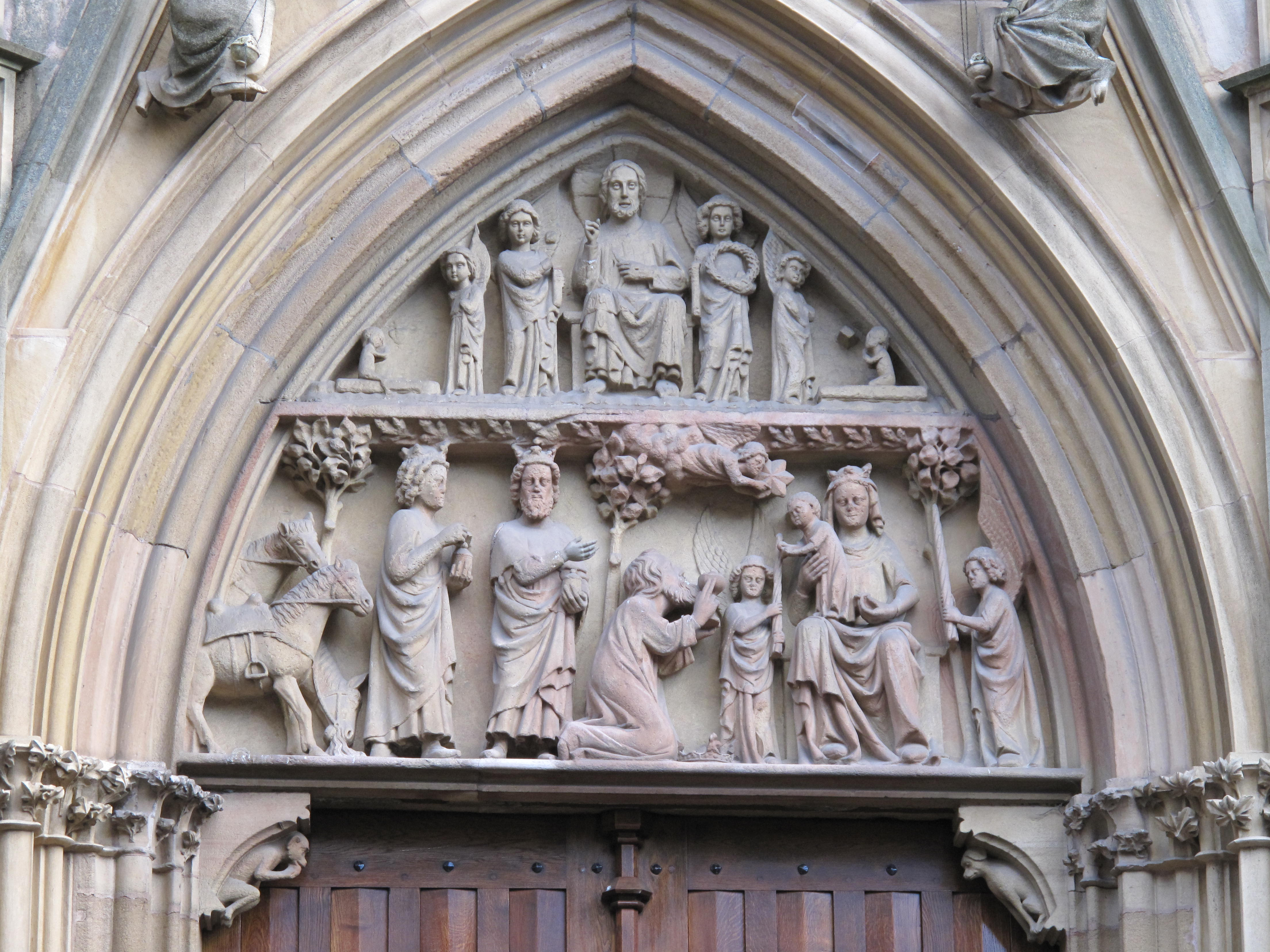
Tympanon der Westfassade
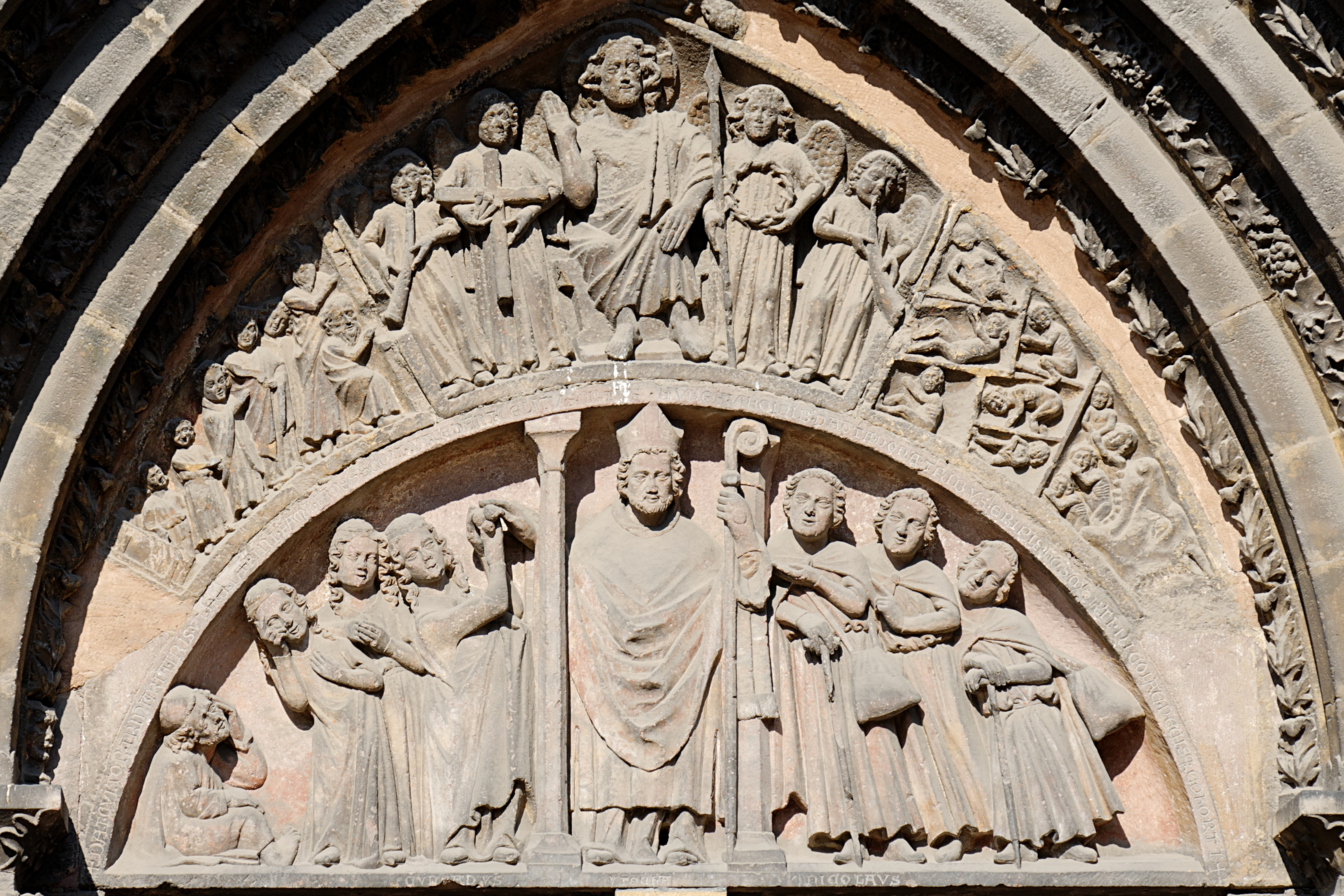
Tympanon der Süd-Querfassade
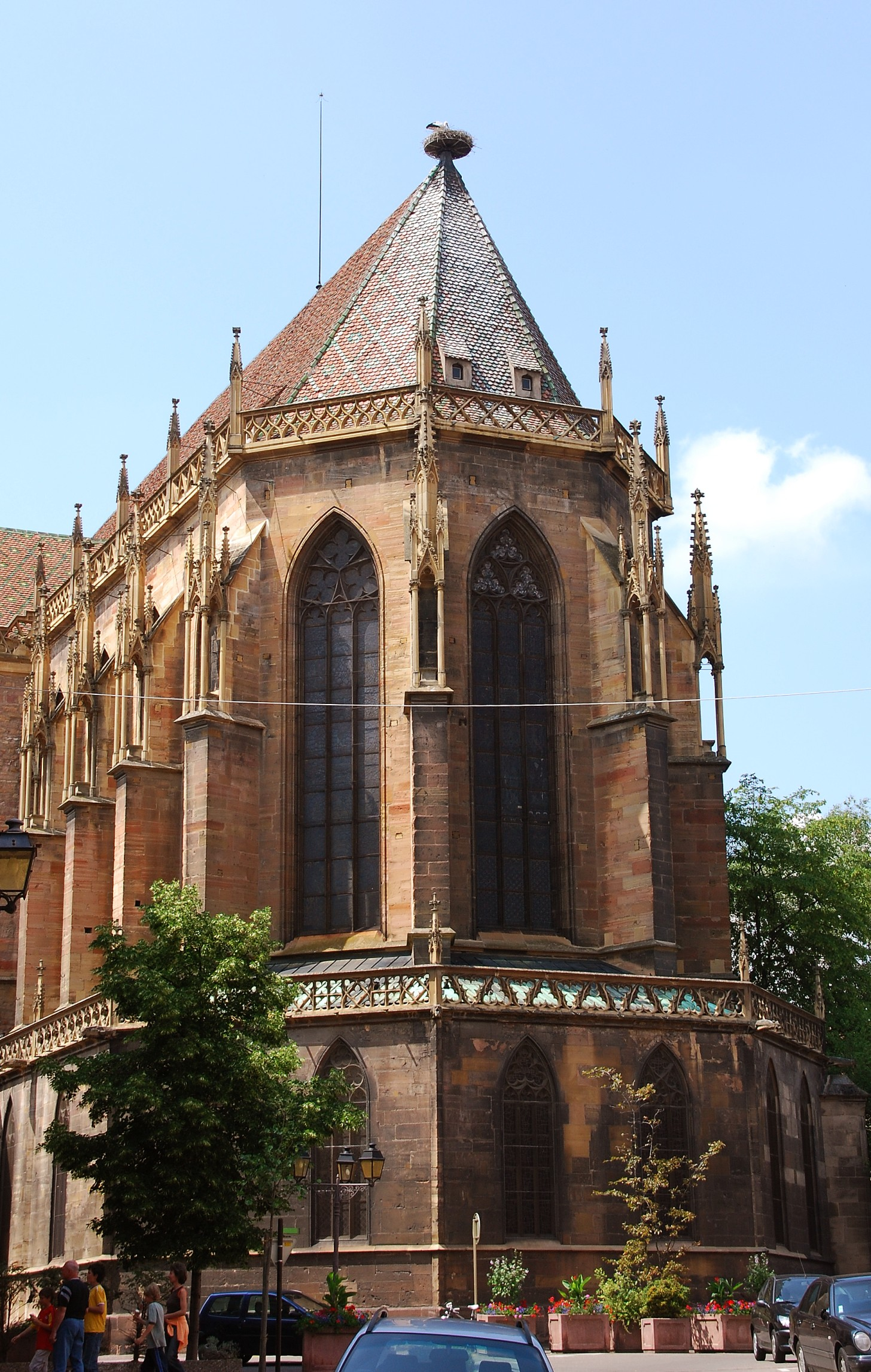
Chor
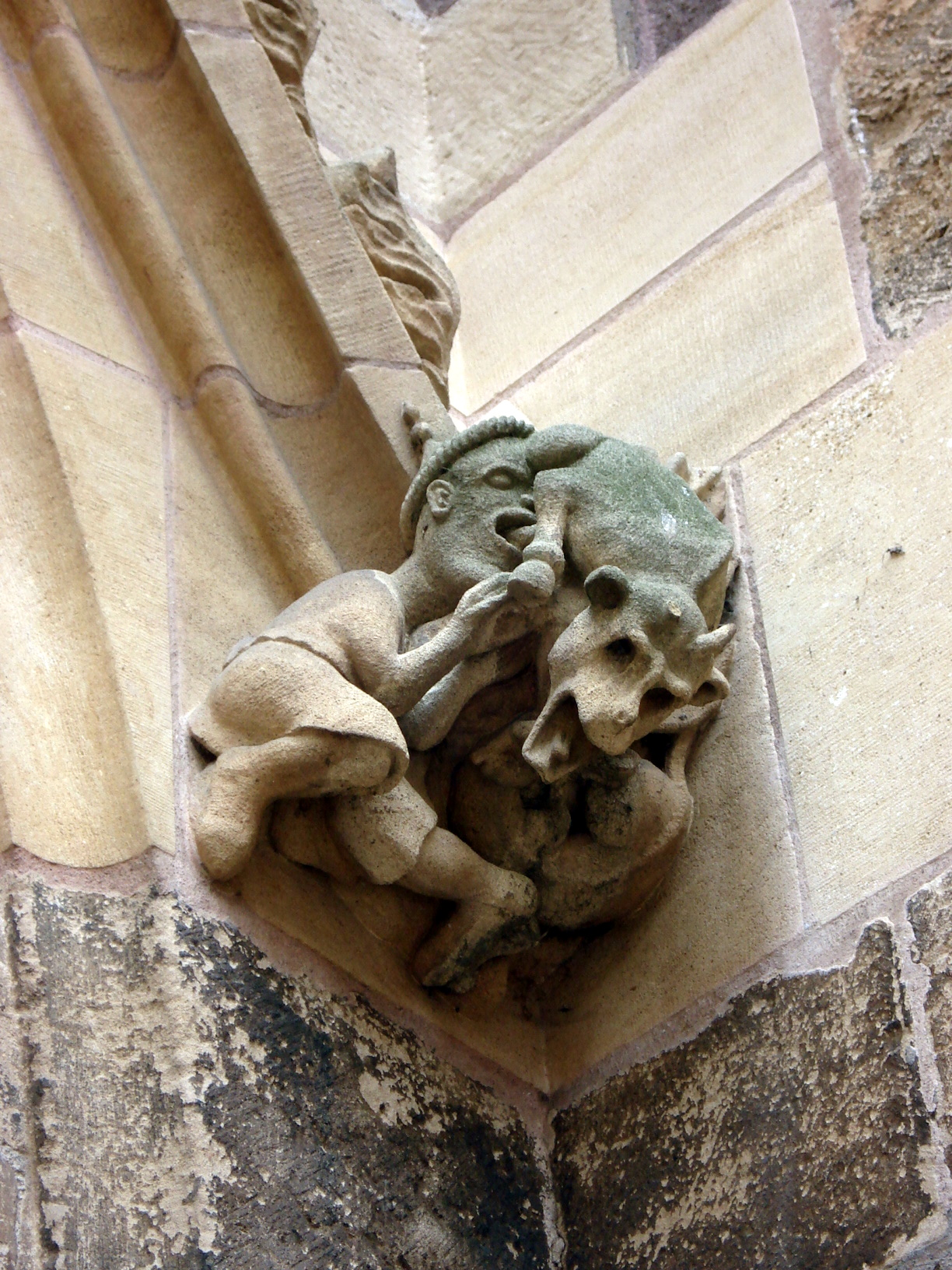
Eine Colmarer „Judensau“
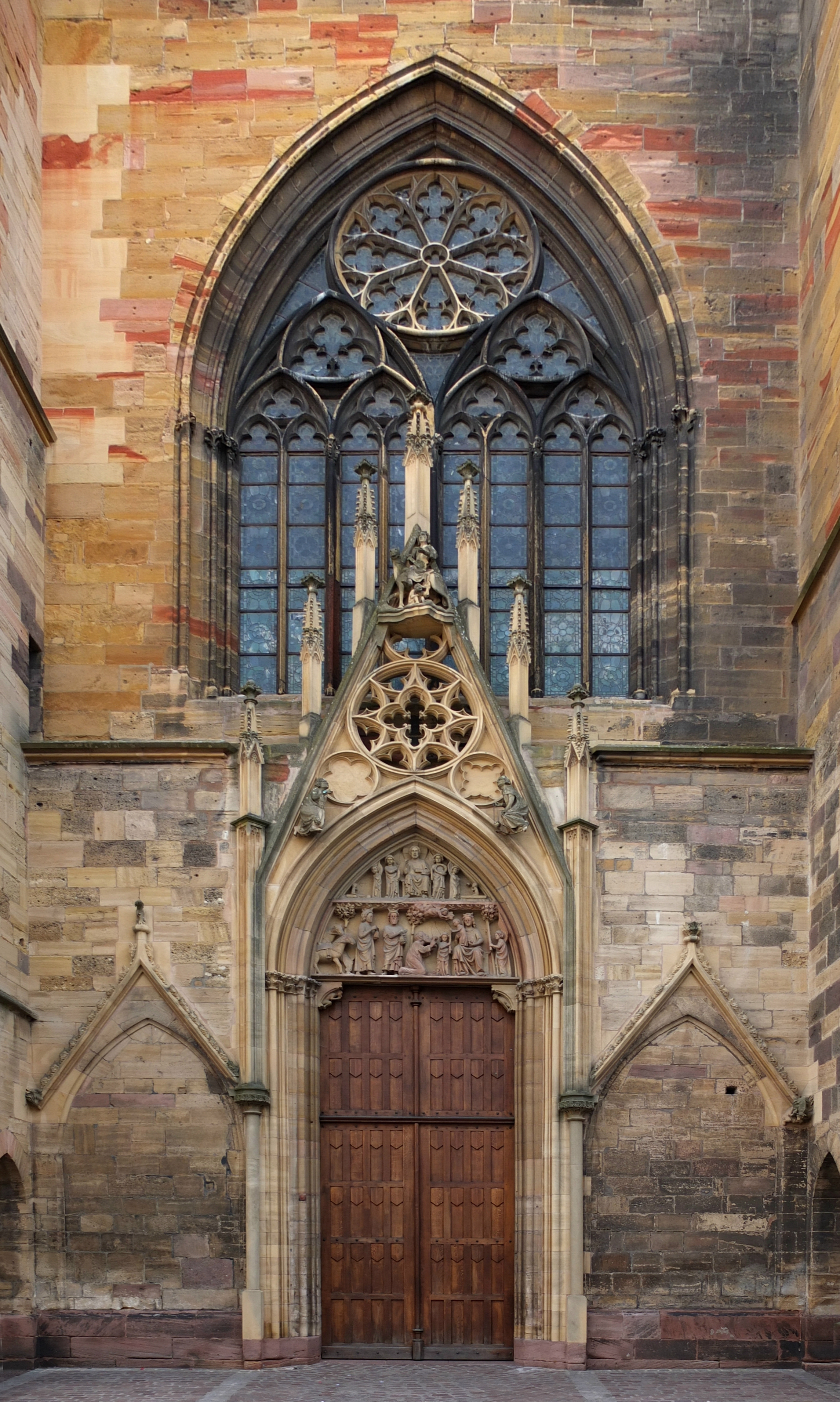
Hauptportal der Westfassade
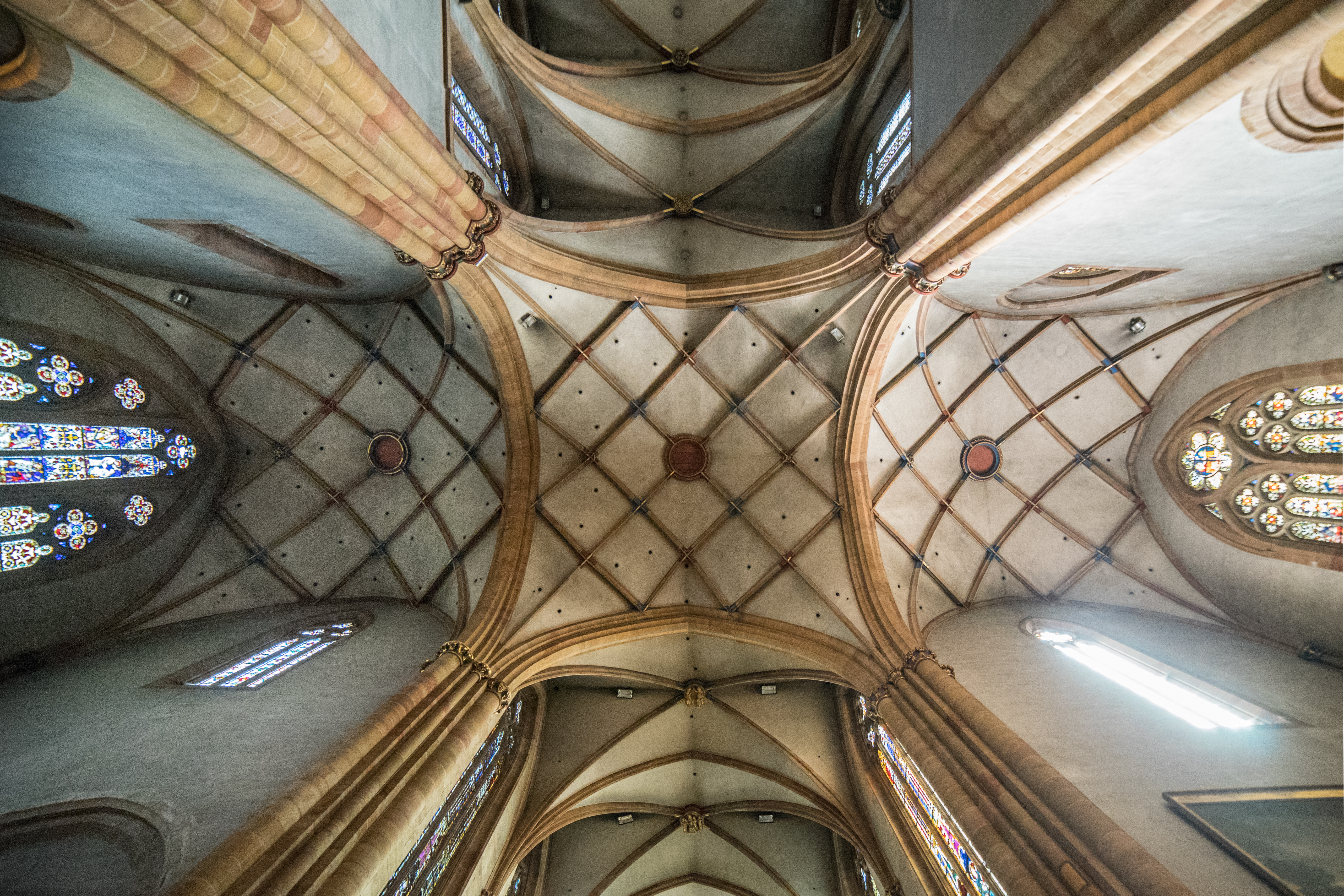
Gewölbe südl. Chorumgang, 3. Kapelle von Westen, Schlussstein mit Blattmaske um 1400

## Ausstattung

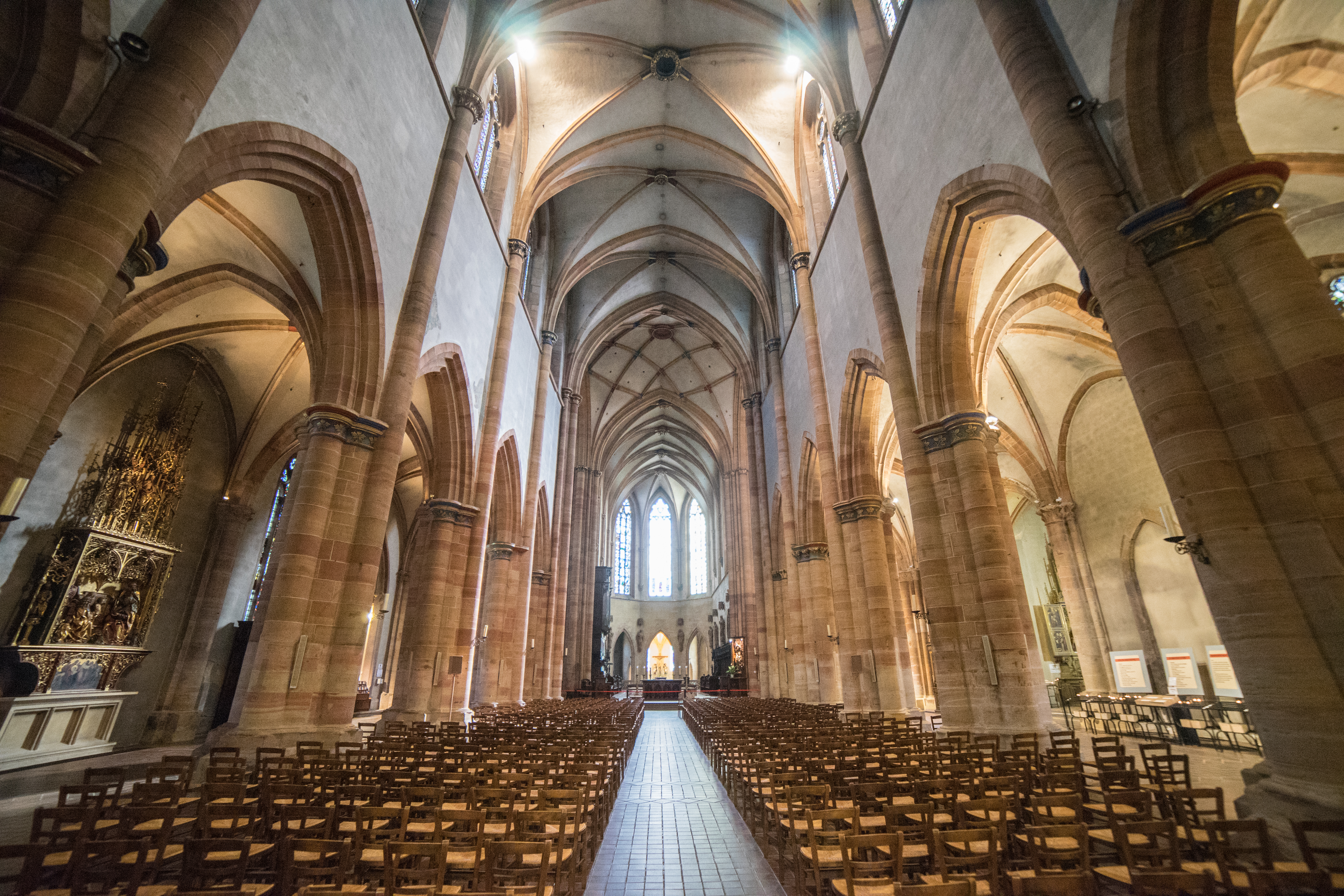
Mittelschiff und Seitenschiffe zum Chor

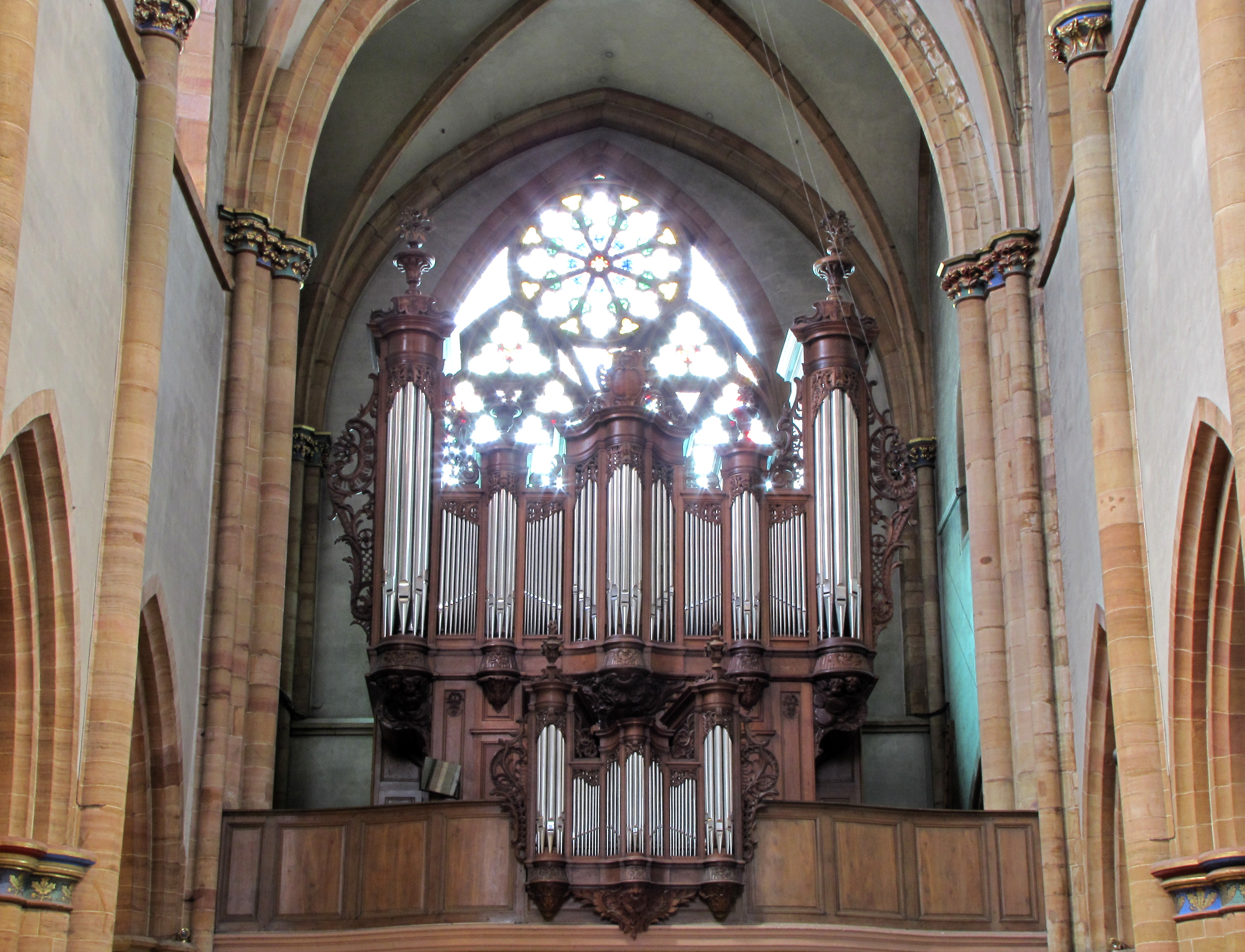
Orgelprospekt mit Rückpositiv

Im weitläufigen Inneren, das durch die Französische Revolution herbe Verluste an der Ausstattung erleiden musste, sind bemerkenswert der im Elsass einzigartige Chorumgang mit dichtem Kapellenkranz sowie die erhaltenen mittelalterlichen Skulpturen (Altar, Madonna) und Bleiglasfenster (bartloser Christuskopf über dem Nordportal der Fassade, frühes 13. Jahrhundert).

## Orgeln
Bemerkenswert ist auch der Orgelprospekt von 1755, der von Johann Andreas Silbermann geschaffen wurde. Das Instrument wurde 1979 durch ein zeitgenössisches Instrument der Orgelbau Felsberg ersetzt. Es hat 48 Register auf drei Manualen und Pedal.
| I Positif de Dos C–g3 |                    |        |
| 01.                   | Montre             | 08′    |
| 02.                   | Bourdon            | 08′    |
| 03.                   | Quintaton          | 08′    |
| 04.                   | Prestant           | 04′    |
| 05.                   | Flûte à cheminée 0 | 04′    |
| 06.                   | Nasard             | 02 ⁄3′ |
| 07.                   | Sesquialtera II    |        |
| 08.                   | Doublette          | 02′    |
| 09.                   | Larigot            | 01 ⁄3′ |
| 10.                   | Mixture IV         |        |
| 11.                   | Cymbale III–IV     |        |
| 12.                   | Dulzain            | 16′    |
| 13.                   | Trichterregal      | 08′    |

| II Grand Orgue C–g3 |                    |         |
| 14.                 | Montre             | 16′     |
| 15.                 | Montre             | 08′     |
| 16.                 | Flûte à cheminée 0 | 08′     |
| 17.                 | Gambe              | 08′     |
| 18.                 | Quinte             | 05 1⁄3′ |
| 19.                 | Prestant           | 04′     |
| 20.                 | Flûte conique      | 04′     |
| 21.                 | Rauschpfeife II    |         |
| 22.                 | Gemshorn           | 02′     |
| 23.                 | Mixture V–VI       |         |
| 24.                 | Cymbale IV         |         |
| 25.                 | Trompette          | 16′     |
| 26.                 | Trompette          | 08′     |

| III Oberwerk C–g3 |                    |      |
| 27.               | Bourdon            | 8′   |
| 28.               | Flûte à cheminée 0 | 4′   |
| 29.               | Flûte conique      | 2′   |
| 30.               | Principal          | 1′   |
| 31.               | Quinte             | 2⁄3′ |
| 32.               | Terzian II         |      |
| 33.               | Régale             | 8′   |
| 34.               | Voix humaine       | 8′   |

| Pédale C–g1 |                    |         |
|             | Grande Pédale      |         |
| 35.         | Principal          | 16′     |
| 36.         | Soubasse           | 16′     |
| 37.         | Quinte             | 10 2⁄3′ |
| 38.         | Octave             | 08′     |
| 39.         | Sordun             | 32′     |
| 40.         | Posaune            | 16′     |
| 41.         | Trompette          | 08′     |
|             |                    |         |
|             | Petite Pédale      |         |
| 42.         | Octave             | 04′     |
| 43.         | Flûte              | 02′     |
| 44.         | Cor de nuit        | 01′     |
| 45.         | Rauschpfeife III 0 |         |
| 46.         | Mixture V–VII      |         |
| 47.         | Chalumeau          | 04′     |
| 48.         | Cornet             | 02′     |

- Koppeln: I/II, III/II, I/P, II/P.

Außer der großen Hauptorgel befindet sich in St. Martin noch eine Chororgel, die 1974/75 von Curt Schwenkedel gebaut wurde und einen Umfang von 14 Registern auf zwei Manualen und Pedal hat.
Von 1837 bis 1854 war der deutsche Musiker Martin Vogt Chorleiter und Organist im Martinsmünster. Laut Konzertorganist Gerd Hofstadt war Vogt damals der meistverlegte Komponist von Kirchenmusik im Elsass und in der Nordschweiz.

## Geläut
Das Hauptgeläut besteht aus acht Glocken, die in den Jahren 1817 (Glockengießerei Edel), 1976/78 (Heidelberger Glockengießerei) und 1990 (Karlsruher Glocken- und Kunstgießerei) gegossen wurden.
| Glocke | Name                                                      | Gießer                                | Gussjahr | 0Gewicht0 | Schlagton |
| ------ | --------------------------------------------------------- | ------------------------------------- | -------- | --------- | --------- |
| 1      | Le Christ et L'Eglise (Christus und die Kirche)           | Karlsruher Glocken- und Kunstgießerei | 1990     | 5859 kg0  | g°        |
| 2      | Saint-Martin (Heiliger Martin)                            | Jean-Louis Edel, Strasbourg           | 1819     | ~2700 kg0 | b°        |
| 3      | Marie Mère de Dieu (Heilige Gottesmutter Maria)           | Karlsruher Glocken- und Kunstgießerei | 1990     | 1739 kg0  | d¹        |
| 4      | Saints Anges et Archanges (Heilige Engel und Erzengel)    | Heidelberger Glockengießerei          | 1976     | 929 kg    | f¹        |
| 5      | Sainte Jeanne d’Arc (Heilige Jeanne d’Arc)                | Heidelberger Glockengießerei          | 1976     | 788 kg    | g¹        |
| 6      | Tous les Saints et Saintes de Dieu (Alle Heiligen Gottes) | Heidelberger Glockengießerei          | 1978     | 445 kg    | b¹        |
| 7      | Saint André (Heiliger Andreas)                            | Heidelberger Glockengießerei          | 1978     | 390 kg    | c²        |
| 8      | Saint Jean-Marie Vianney (Heiliger Jean-Marie Vianney)    | Heidelberger Glockengießerei          | 1978     | 324 kg    | d²        |

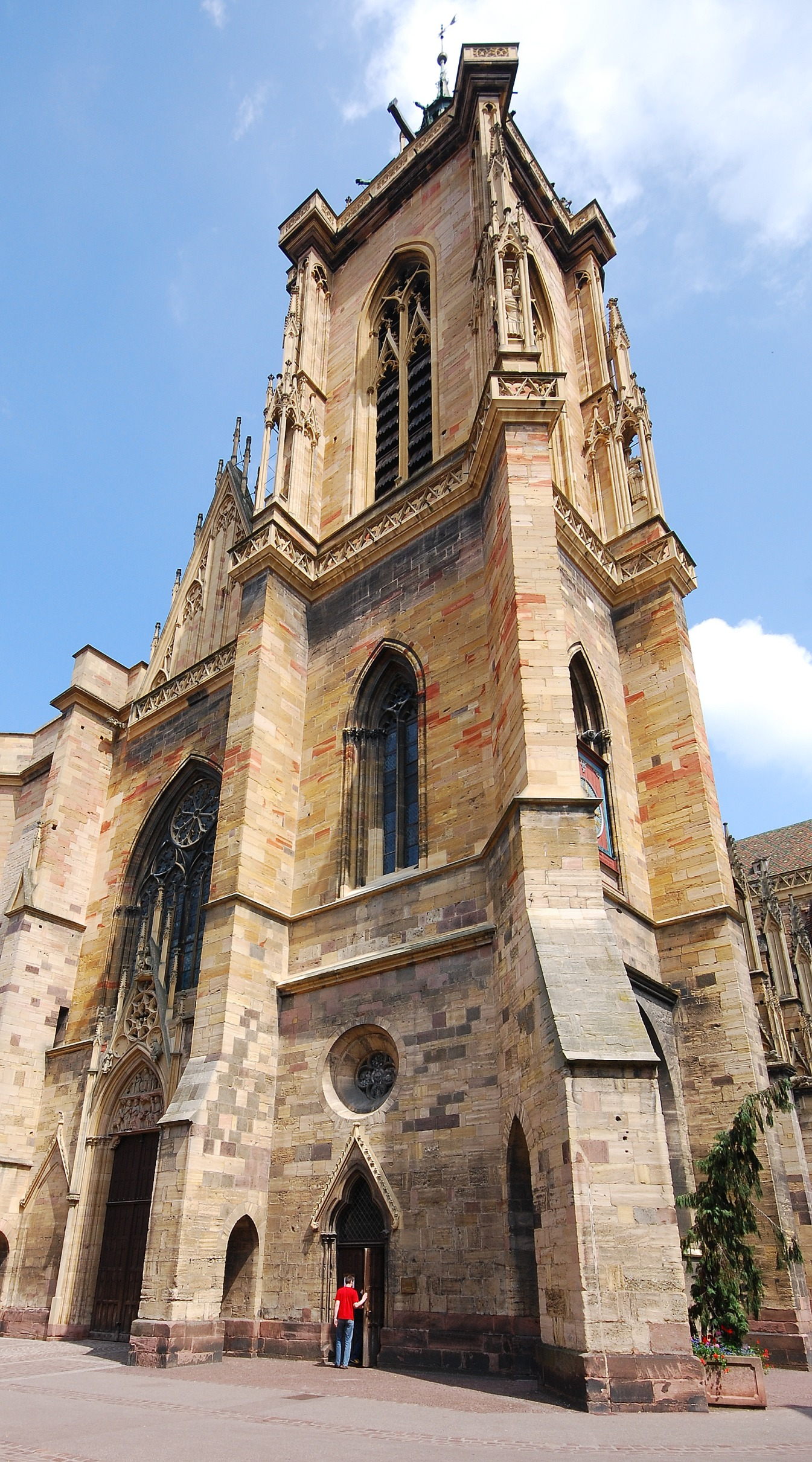
Turm mit massiven Stützpfeilern

Ferner gibt es eine Uhrschlag-Glocke von Franz Sermund, Bern aus dem Jahr 1573 mit dem Schlagton d¹ und eine kleine Glocke in der Turm-Laterne mit dem Schlagton g², die 1979 in Heidelberg gegossen wurde.

## Maße
Das Gebäudes hat folgende Abmessungen:
- Innenlänge: 78 Meter
- Innenhöhe: 20 Meter
- Innenbreite im Querschiff: 34 Meter
- Höhe des Turms: 71 Meter